# Oenoptila perrubra
Oenoptila perrubra är en fjärilsart som beskrevs av William James Kaye 1901. Oenoptila perrubra ingår i släktet Oenoptila och familjen mätare. Inga underarter finns listade i Catalogue of Life.